# 이금로
이금로(李今魯, 1965년 9월 10일 ~ )는 대한민국의 검사 출신 법조인이다. 본관(本貫)은 전의(全義)이다. 효정공(孝靖公) 이정간(李貞幹)의 17대손이며, 경기도 관찰사(京畿道觀察使)와 한성부윤(漢城府尹)을 지낸 이사관(李士寬)의 16대손, 하동 현감(河東縣監) 이의장(李義長)의 15대손이다.

## 생애
1988년 제30회 사법시험 합격하여 검사로 활동했다. 제33대 인천지방검찰청 검사장을 거쳐 2017년 5월 법무부 차관으로 임용되었다. 2018년 대전고등검찰청 검사장을 거쳐 2019년 수원고등검찰청 검사장이 되었다. 

## 학력
- 청주신흥고등학교 졸업
- 고려대학교 법학 학사
- 한양대학교 행정대학원 부동산법제 행정학 석사

## 경력
- 1988년: 제30회 사법시험 합격(사법연수원 20기 수료)
- 1991년 ~ 1994년: 육군 법무관
- 1994년 ~ 1996년: 서울지방검찰청 동부지청 검사
- 1996년 ~ 1998년: 춘천지방검찰청 강릉지청 검사
- 1998년 ~ 2000년: 수원지방검찰청 검사
- 2000년 ~ 2002년: 대검찰청 검찰연구관
- 2002년 ~ 2003년: 서울지방검찰청 검사
- 2003년 ~ 2004년: 광주지방검찰청 부부장검사
- 2004년 ~ 2005년: 서울중앙지방검찰청 부부장검사
- 2004년: 독일 막스플랑크 국제형사법연구소 객원연구원
- 2005년 ~ 2007년: 대구지방검찰청 부부장검사 (헌법재판소 파견)
- 2007년 ~ 2008년: 서울북부지방검찰청 형사6부장검사
- 2008년 ~ 2009년: 법무부 검찰국 공공형사과장
- 2009년:  서울중앙지방검찰청 형사4부장검사
- 2009년 ~ 2011년: 국회 법제사법위원회 전문위원
- 2011년 ~ 2012년: 대검찰청 중앙수사부 수사기획관
- 2012년 ~ 2013년: 서울중앙지방검찰청 제2차장검사
- 2013년: 대구지방검찰청 제1차장검사
- 2013년 ~ 2015년: 대전고등검찰청 차장검사(검사장)
- 2015년: 대검찰청 기획조정부장
- 2015년 ~ 2017년: 제33대 인천지방검찰청 검사장
- 2016년:  '진경준 연구위원 주식취득 의혹사건' 특임검사
- 2017년 ~ 2018년 : 제60대 법무부 차관
- 2017년: 법무부장관 직무대행
- 2018년 ~ 2019년 2월: 대전고등검찰청 검사장
- 2019년 3월 ~ 2019년 7월: 수원고등검찰청 검사장(초대)
- 변호사이금로법률사무소 변호사
- 2019년 9월 ~ 2022년 10월: 법무법인 솔 대표변호사
- 2019년 12월 ~ 2021년: 수원시고문변호사
- 2019년 12월 ~: 대한민국 국가대표선수협회 자문변호사
- 2020년 2월 ~: 제5대 원자력안전위원회 원자력안전 옴부즈만
- 2020년 3월 ~ 2022년 10월: 롯데케미칼 사외이사
- 2021년 3월 ~: 대한장애인태권도협회 자문변호사
- 2021년 3월: SBS미디어홀딩스 사외이사
- 2022년 10월 ~: 김앤장 법률사무소 변호사
- 2023년 ~: 고위공직자범죄수사처 자문위원
- 2023년 3월 ~ : TY홀딩스 사외이사

## 의혹 관련 논란과 그 해소
2017년 3월 인천지방검찰청 검사장 재직 당시 포스코 건설 임원과 골프모임으로 부적절한 접촉 및 김영란법 위반 소지가 있다는 주간지의 보도가 있었다. 그러나 법사랑 공식모임으로 밝혀지는 등 다른 일간지에는 전혀 보도되지 않았다. 그 후 문재인정부 최초의 차관으로 임명되면서 검증을 무난히 통과하였다.
| 전임 이창재 | 제60대 법무부 차관 2017년 5월 22일 ~ 2018년 6월 21일 | 후임 김오수 |

| 전임 (직무대행)이창재 | 법무부 장관 직무대행 2017년 5월 22일 ~ 2017년 7월 18일 | 후임 박상기 |